# レイリー数
流体力学の分野でレイリー数は流体中での伝熱に関係する無次元量である。熱は、レイリー数がある限界値（臨界レイリー数）以下では主に熱伝導によって伝達され、限界値以上では主に対流によって伝達される。レイリー数はグラスホフ数とプラントル数の積である。
{\displaystyle Ra_{x,c}=Gr_{x,c}\cdot Pr={\frac {g\beta }{\nu \alpha }}(T_{s}-T_{\infty })x^{3}}
ここで、
- Ra = レイリー数
- Gr = グラスホフ数
- Pr = プラントル数
- g = 重力加速度
- Ts = 物体表面温度
- T∞ = 流体の温度
- ν = 動粘性係数
- α = 熱拡散率
- β = 体膨張係数
- x = 代表長さ

である。
垂直平板における自然対流の場合、気体や水では実験的にRa = 5×108 で層流からの変動が起こり、Ra >1010 で完全に乱流となることが知られている。